# Al-Tadhamon SC
L'Al-Tadhamon SC és un club de Kuwait de futbol de la ciutat de Farwaniya.
Va ser fundat el 1965.

## Palmarès
- Segona Divisió de Kuwait:
  - 1966-67, 1973-74, 1985-86